# Elisabeth Falkenberg
Elisabeth Falkenberg (född Westman), 1889–1979, var en svensk politiker (moderat). Hon var ordförande i Sveriges Moderata Kvinnors Riksförbund 1922-1925.
Hon var dotter till Ernst Axel Westman och gift med Fredrik Falkenberg (1869–1948) i dennes tredje gifte.